# Église Sainte-Geneviève de Cucharmoy
L'église Sainte-Geneviève est une église catholique située à Cucharmoy, en France.

## Situation et accès
L'église est située dans le département français de Seine-et-Marne, sur la commune de Cucharmoy.

## Historique
L'édifice est classé au titre des monuments historiques en 1983.